# Nemanema campbelli
Nemanema campbelli är en rundmaskart som först beskrevs av Allgen 1932.  Nemanema campbelli ingår i släktet Nemanema och familjen Oxystominidae. Inga underarter finns listade i Catalogue of Life.